# Нахско-дагестански језици
Нахско-дагестански, североисточнокавкаски или источнокавкаски језици, су језичка породица заступљена у руским републикама Дагестан, Чеченија и Ингушетија, као и у северном Азербејџану и североисточној Грузији. Нахско-дагестански језици су традиционално дељени на две основне гране нахске и дагестанске језике, међутим данас оваква подела више није широко прихваћена, а израз дагестански језици се понекад користи као име целе породице. 

## Класификација
Североисточнокавкаски језици се деле на:
- Нахски језици
  - Вајнахски језици
    - Чеченски језик
    - Ингушки језик

  - Бацбијски језик

- Аварско-андијско-дидојски језици
  - Аварско-андијски језици
    - Аварски језик
    - Андијски језици
      - Андијски језик
      - Ахвахски језик
      - Каратински језик
      - Ботлихски језик
      - Годеберински језик
      - Багулалски језик
      - Тиндински језик
      - Чамалалски језик

  - Дидојски језици
    - Западнодидојска група
      - Дидојски језик
      - Хинухски језик
      - Хваршински језик

    - Источнодидојска група
      - Бежтински језик
      - Хунзибски језик

- Лакски језик

- Даргински језици
  - Даргински језик
  - Ицарински језик
  - Чирагски језик
  - Кајтагски језик
  - Кубачински језик

- Лезгински језици
  - Источнолезгинска група
    - Лезгински језик
    - Табасарански језик
    - Агулски језик

  - Западнолезгинска група
    - Рутулски језик
    - Цахурски језик

  - Јужнолезгинска група
    - Будухски језик
    - Крицки језик

  - Арчинска група
    - Арчински језик

  - Удинска група
    - Удински језик
    - Агвански језик (језик Кавкаске Албаније) †

- Хиналушки језик

## Повезаност са другим језицима
Према неким лингвистима међу којима је Сергеј Старостин североисточнокавкаски (нахско-дагестански) језици и северозападнокавкаски (абхаско-адигејски) језици чине део севернокавкаске породице језика, а као доказ наводе вокабулар и типолошке особине. Ова хипотетичка породица не укључује суседну јужнокавкаску (картвелску) породицу језика. Ова хипотеза није добро демонстрирана.
Према грузијском лингвисти Арнолду Чикобави североисточнокавкаски (нахско-дагестански) језици, северозападнокавкаски (абхаско-адигејски) језици и јужнокавкаски (картвелски) језици, са три изумрла језика хатским, хуријским и урартским чине део хипотетичке кавкаске породице језика. Међутим већина лингвиста одбацује ову хипотезу.